# Rocca di Cavour
La Rocca di Cavour è una collina (462 m s.l.m.) che si trova nei pressi di Cavour, in Piemonte. La collina si innalza di 152 metri rispetto alla pianura circostante.

## Caratteristiche
Si tratta di un Monadnock, ovvero della vetta di una montagna alpina completamente circondata dai sedimenti alluvionali della pianura. Fa parte del Massiccio cristallino Dora-Maira e dal punto di vista geologico risulta essere uno spuntone di granito ricoperto in cima da scisti.
Si trova tra il monte Bracco e l'imbocco della val Pellice.
La rocca di Cavour è protetta come Riserva naturale speciale Rocca di Cavour e la sommità è raggiungibile tramite due sentieri, di cui uno in partenza dal centro del paese, attraverso la cosiddetta "Scala Santa".

## Storia
Sulla Rocca sono presenti delle incisioni rupestri.
Sulla vetta delle rocca sorgeva un castello, risalente al XIII secolo, di cui restano solo dei ruderi. Il castello fu distrutto nel 1690 dal generale francese Nicolas de Catinat.
Il caratteristico Pilone della Rocca, ben visibile anche dal paese, venne costruito nel 1931 ed è alto 15 metri. Accoglie una statua della Madonna in marmo bianco di Carrara.
 Una cima secondaria della collina, pochi metri più bassa della vetta, ospita quanto rimane di una antica torre di guardia detta torre di Bramafam.
Spesso si sente citare una frase pseudolatina, attribuita impropriamente a Virgilio:
In realtà, tale frase non è contenuta in alcuna opera dell'Autore citato, né tantomeno potrebbe esserlo, visto che la parola "rocca" non esiste nel latino classico ed è attestata in latino medievale, solo da un testo altomedievale, citato dal Diez, risalente all'anno 767. Probabilmente, si tratta di termine prelatino, comunque non usato dai Romani in epoca classica.

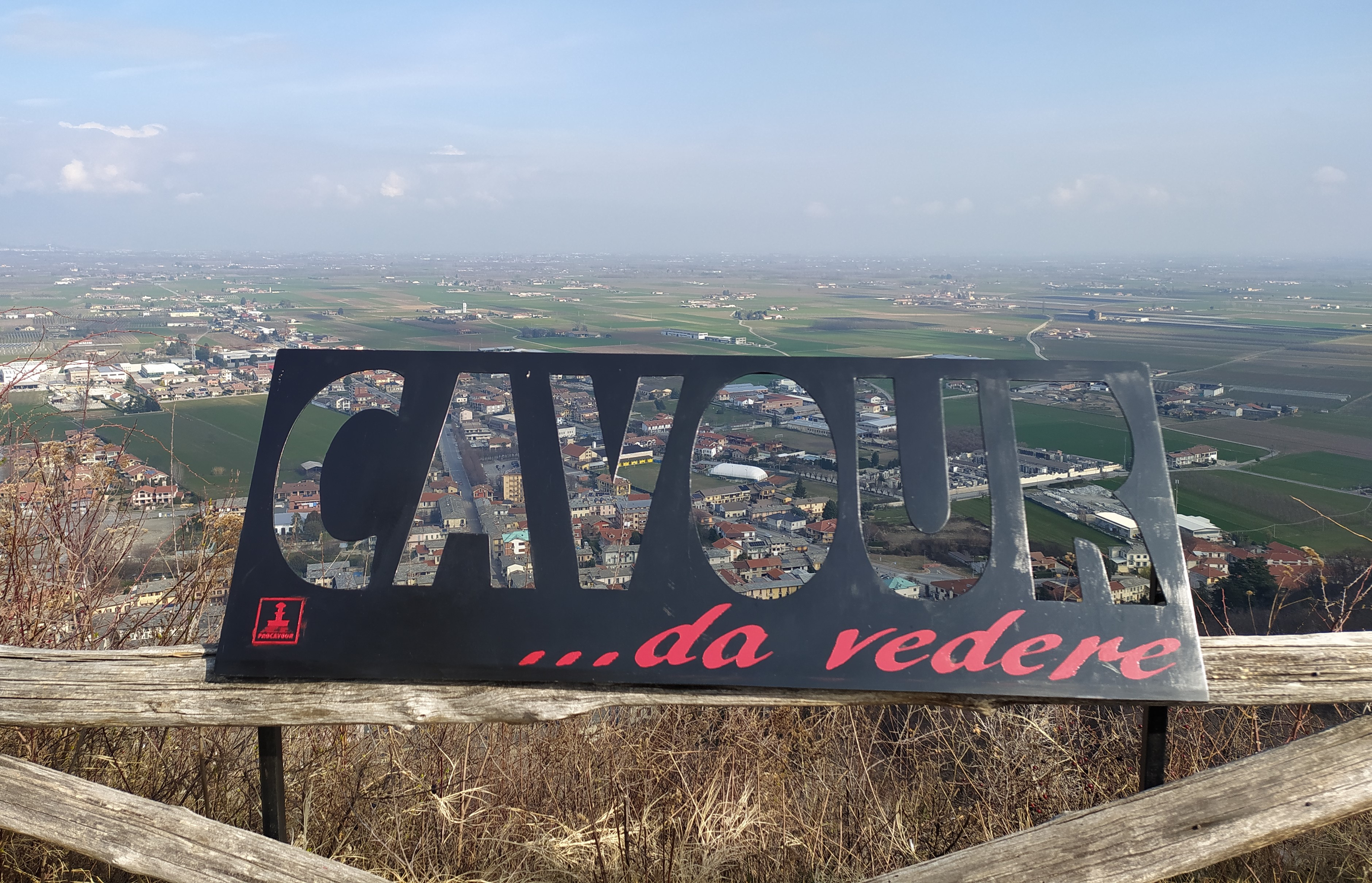
Cartello turistico sulla Rocca di Cavour
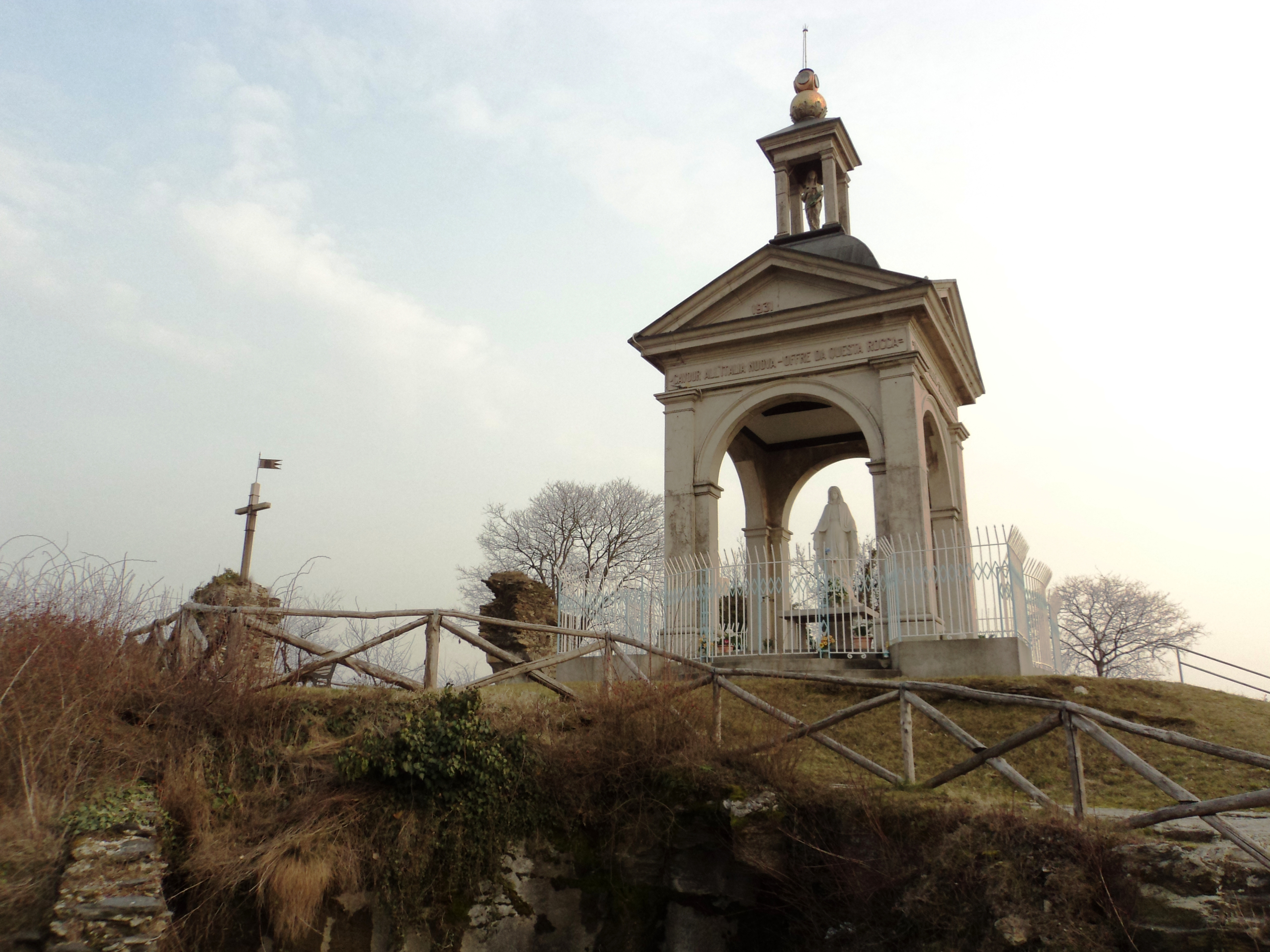
Vetta della Rocca di Cavour con resti del castello ed edicola mariana (Pilone della Rocca)
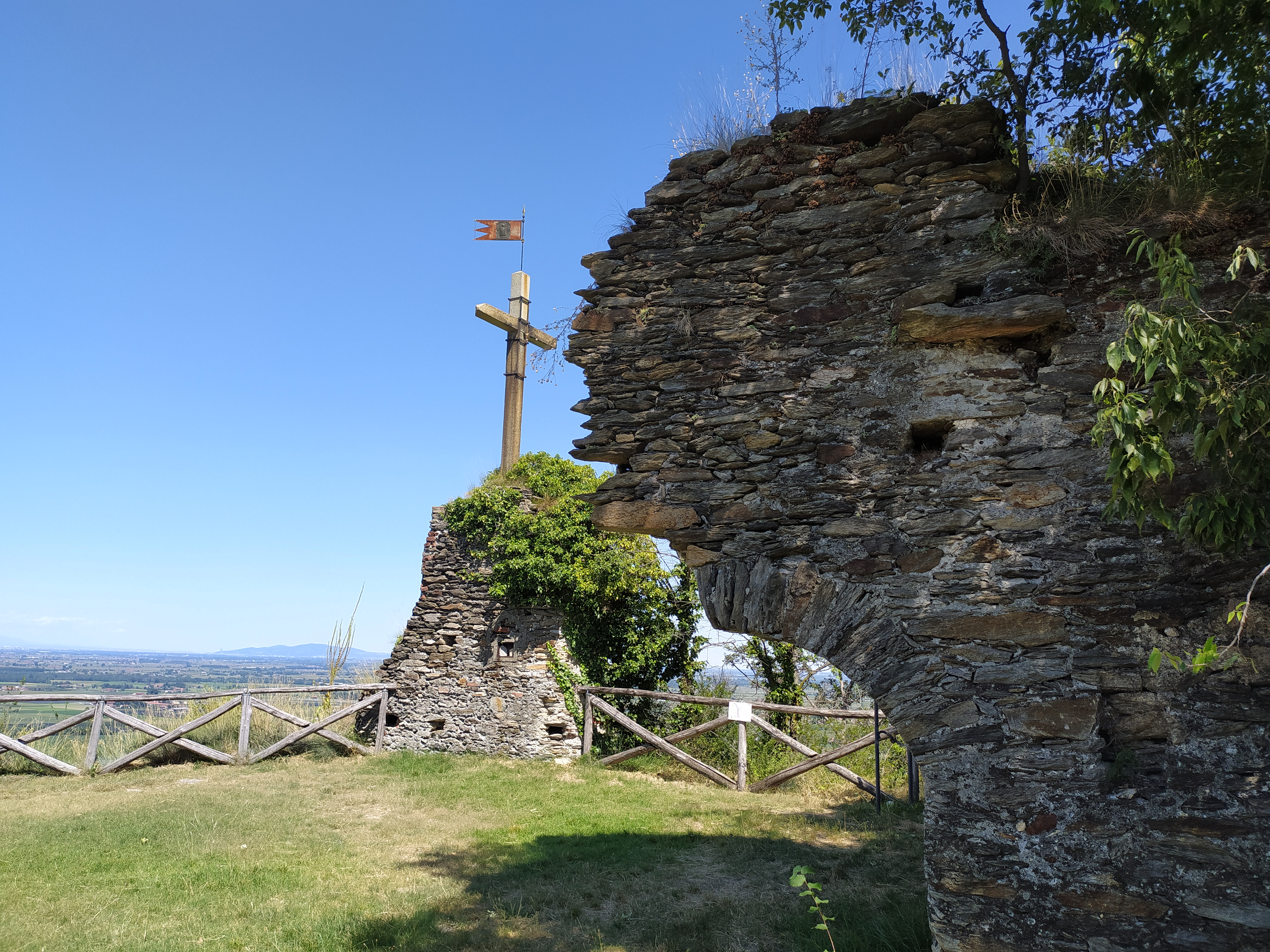
Resti castello sulla cima della Rocca
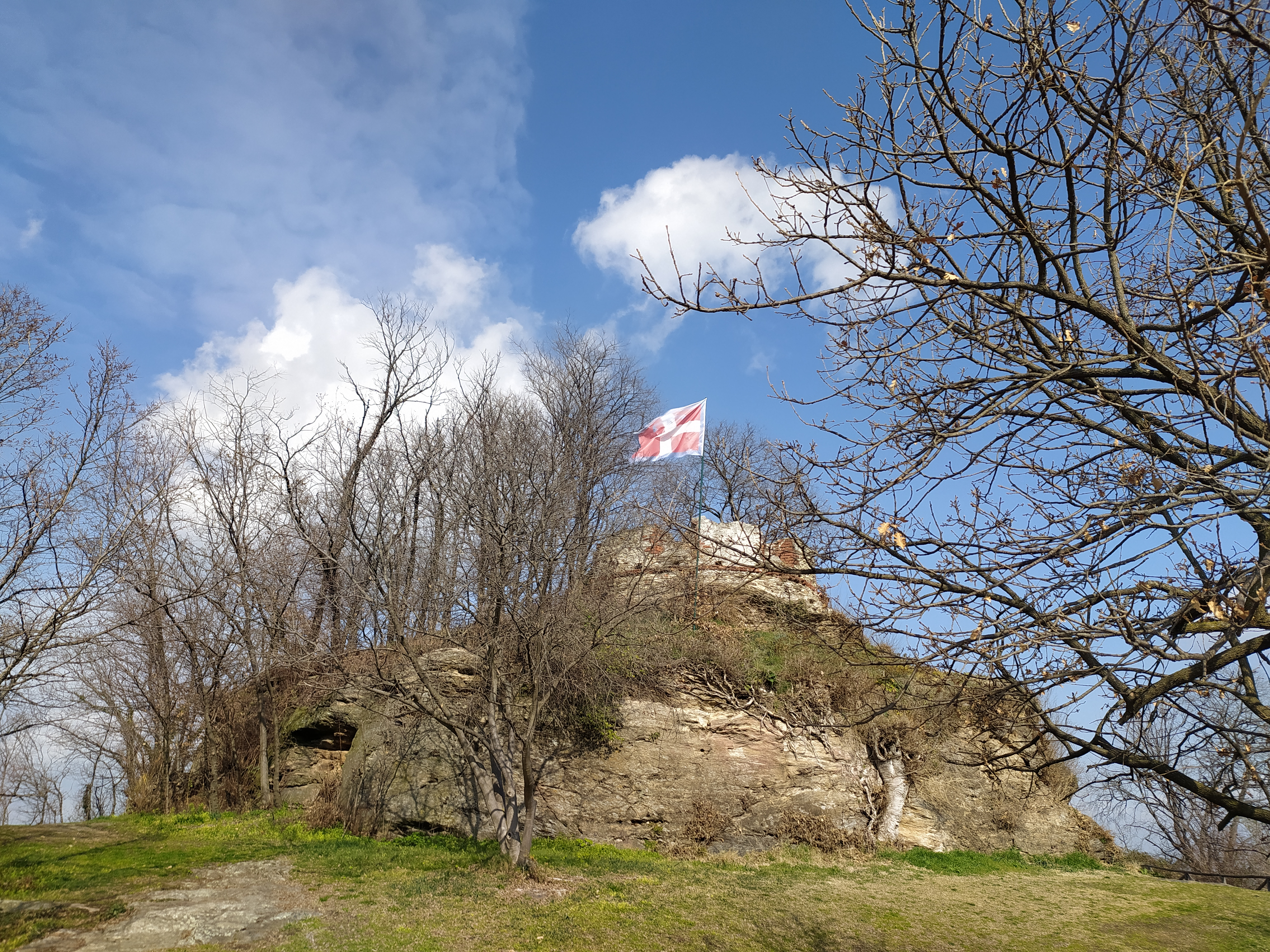
Torre Bramafam sulla sommità della Rocca